# Ферра, Жан
Жан Ферра́ (фр. Jean Ferrat, урожд. Жан Тененбаум, 26 декабря 1930, Вокрессон, Франция — 13 марта 2010, Обена) — французский композитор и поэт-песенник.

## Биография
Ферра родился в Вокрессоне, департамент О-де-Сен. Он был младшим из четырёх детей в скромной семье, переехавшей в 1935 году в Версаль. Учился в Колледже Жюля Ферри. Его отец, еврей из России, уроженец Екатеринодара, в 1942 году был отправлен в Освенцим, где погиб. Ферра был вынужден бросить учёбу, чтобы обеспечить семью.
В начале 1950-х он начал выступать в парижских кабаре, но вскоре предпочел отойти от какого-либо музыкального стиля, оставаясь верным лишь своим ощущениям, друзьям и слушателям.
В 1956 году Ферра положил на музыку поэму своего любимого поэта Луи Арагона — «Les yeux d’Elsa» («Глаза Эльзы»). В исполнении популярного артиста Андре Клаво это произведение принесло начинающему композитору некоторую известность.
Свой первый сингл Ферра записал в 1958 году, но успеха не имел. Признание пришло только в 1959, когда за дело взялся Жерар Мейс, ставший впоследствии близким другом и партнёром Жана. Ферра подписал контракт с Decca Records и выпустил в 1960 году второй сингл, «Ma Môme».
В 1961 Ферра женился на Кристин Севре, певице, исполнявшей некоторые его песни. Он также познакомился с Аленом Горагером, который стал аранжировщиком его музыки. В том же году вышел дебютный альбом музыканта, Deux Enfants du Soleil. Также Ферра писал песни для Зизи Жанмер, с которой гастролировал в течение полугода.
Альбом Nuit et Brouillard, вышедший в 1963 году, получил гран-при Академии имени Шарля Кро. В 1965 Ферра снова отправляется в турне, но с 1973 года прекращает выступления на сцене.

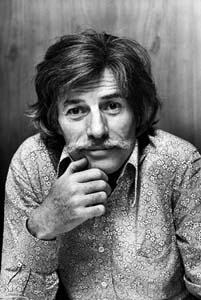
Жан Ферра в 1980 году

В 1990 году Жан Ферра получил награду французского Общества авторов, композиторов и музыкальных редакторов (SACEM).
В 2010 году, после продолжительной болезни, Жан Ферра скончался в возрасте 79 лет.

## Переводы
Дидье Сезар (псевдоним Дитер Кайзер), бельгийско-немецкий певец, перевёл несколько песен Ферра на немецкий язык.

## Дискография
- 1961: Deux enfants au soleil («Ma Môme», «Federico Garcia Lorca», etc.)
- 1963: Nuit et brouillard («C’est beau la vie», «Nous dormirons ensemble», etc.)
- 1964: La Montagne («Que serais-je sans toi», «Hourrah !», etc.)
- 1965: Potemkine («C’est toujours la première fois», «On ne voit pas le temps passer», etc.)
- 1966: Maria («Heureux celui qui meurt d’aimer», «Un enfant quitte Paris», etc.)
- 1967: À Santiago («Cuba si», «Les Guérilleros», etc.)
- 1969: Ma France («Au printemps de quoi rêvais-tu ?», «L’Idole à papa», etc.)
- 1970: Camarade («Sacré Félicien», «Les Lilas», etc.)
- 1971: La Commune («Les touristes partis», «Aimer à perdre la raison», etc.)
- 1971: Ferrat chante Aragon («Le Malheur d’aimer», «Robert le Diable», etc.) продано более 2 000 000 копий
- 1972: À moi l’Afrique («Une femme honnête», «Les Saisons», etc.)
- 1975: La femme est l’avenir de l’homme («Dans le silence de la ville», «Un air de liberté», etc.) продано 500 000 копий
- 1979: Les Instants volés («Le Tiers chant», «Le chef de gare est amoureux», etc.)
- 1980: Ferrat 80 («Le Bilan», «L’amour est cerise», etc.) certified platinum record
- 1985: Je ne suis qu’un cri («La Porte à droite», «Le Chataîgnier», etc.)
- 1991: Dans la jungle ou dans le zoo («Les Tournesols», «Nul ne guérit de son enfance», etc.)
- 1995: Ferrat chante Aragon Vol. 2 («Complainte de Pablo Neruda», «Les feux de Paris», «Lorsque s’en vient le soir», etc.)
- 2002: Ferrat en scène